# Esame di agglutinazione
Gli esami di agglutinazione, o test di agglutinazione, sono test immunologici che permettono di rilevare anticorpi o antigeni mediante l'agglutinazione di batteri, globuli rossi o particelle di lattice rivestite di antigeni o anticorpi. Esistono inoltre i test di agglutinazione utilizzati per la determinazione delle tossine.

## Storia
I test di agglutinazione sono stati ampiamente utilizzati nella diagnosi clinica delle infezioni e per la classificazione sierologica dei batteri per molti anni. Già nel 1896, furono sviluppate tecniche per testare il siero dei pazienti alla ricerca di anticorpi contro la Salmonella nei casi di febbre tifoide, utilizzando l'agglutinazione degli antigeni O e H della Salmonella per facilitare la diagnosi.

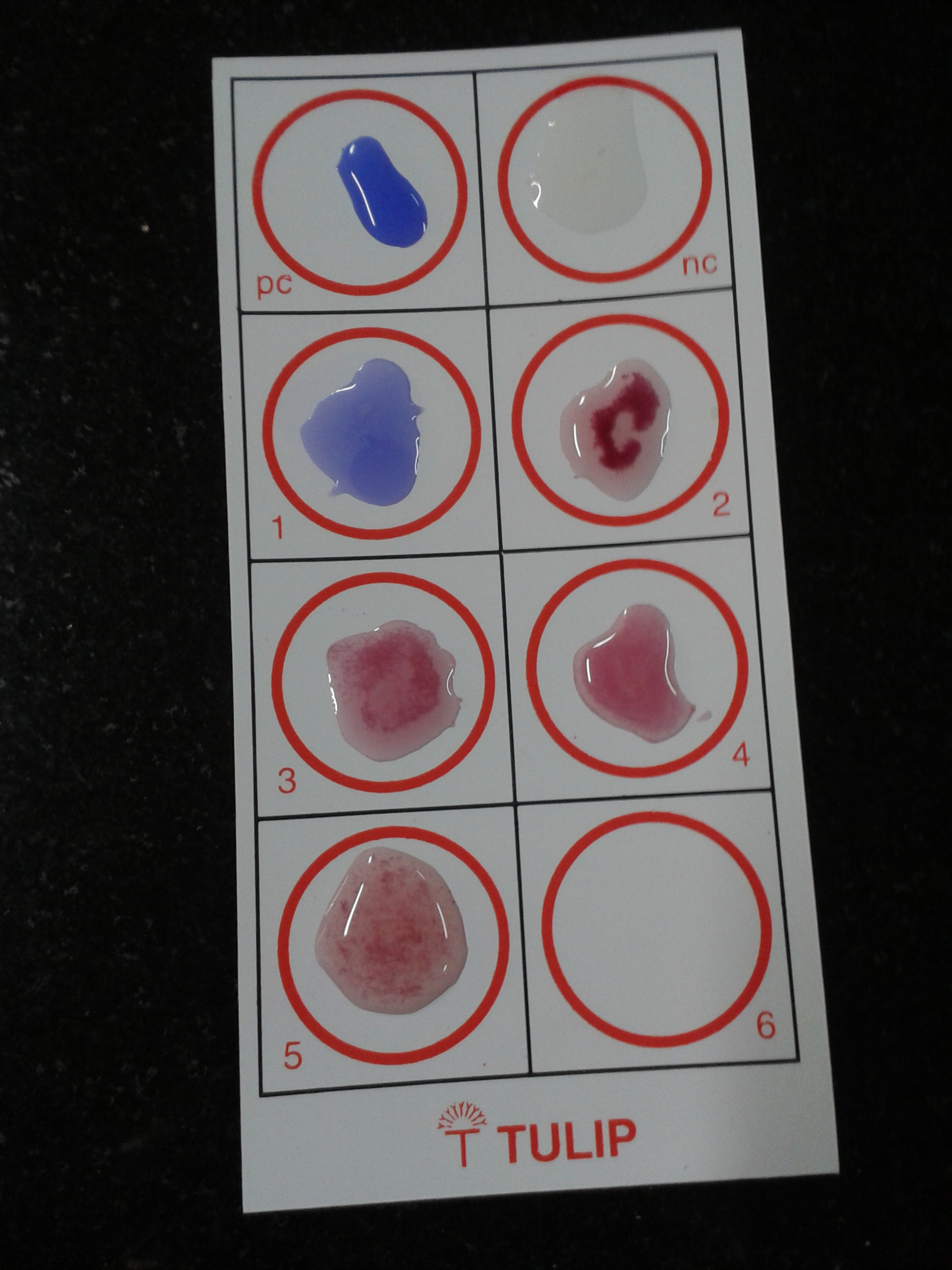

## Teoria
Il termine agglutinazione descrive la reazione di un antigene con il suo anticorpo corrispondente in vivo che produce un raggruppamento macroscopico. Tale reazione è generalmente rapida, irreversibile e ad alta affinità.
Questi test si basano sulla natura ambivalente degli anticorpi che possono collegare antigeni particolati. In questi test un antigene reagisce con il corrispondente anticorpo provocando l'aggregazione visibile delle cellule batteriche, mentre nei test su lattice, le particelle di lattice sono rivestite di anticorpi che agglutinano antigeni specifici formando un precipitato facilmente visibile.
Le diluizioni seriali del siero vengono testate per la loro capacità di causare o inibire l'agglutinazione e la diluizione più alta che provoca o inibisce l'agglutinazione viene riportata come titolo anticorpale o dell'antigene.
Gli IgM provocano l'agglutinazione in modo più efficace rispetto all'IgG. Se è presente un eccesso di anticorpi, le particelle possono essere così ricoperte da anticorpi andando così ad inibire l'agglutinazione (effetto prozona) e può causare falsi negativi se il siero non è adeguatamente diluito.
Questi test sono spesso utilizzati per avere una prima conferma della presenza di patogeni specifici, poiché gli anticorpi contro l'organismo bersaglio possono reagire in modo incrociato con altri organismi e può verificarsi un'autoagglutinazione, pertanto sono solo test di screening ed è generalemente necessaria un'ulteriore conferma.

## Tipi di test

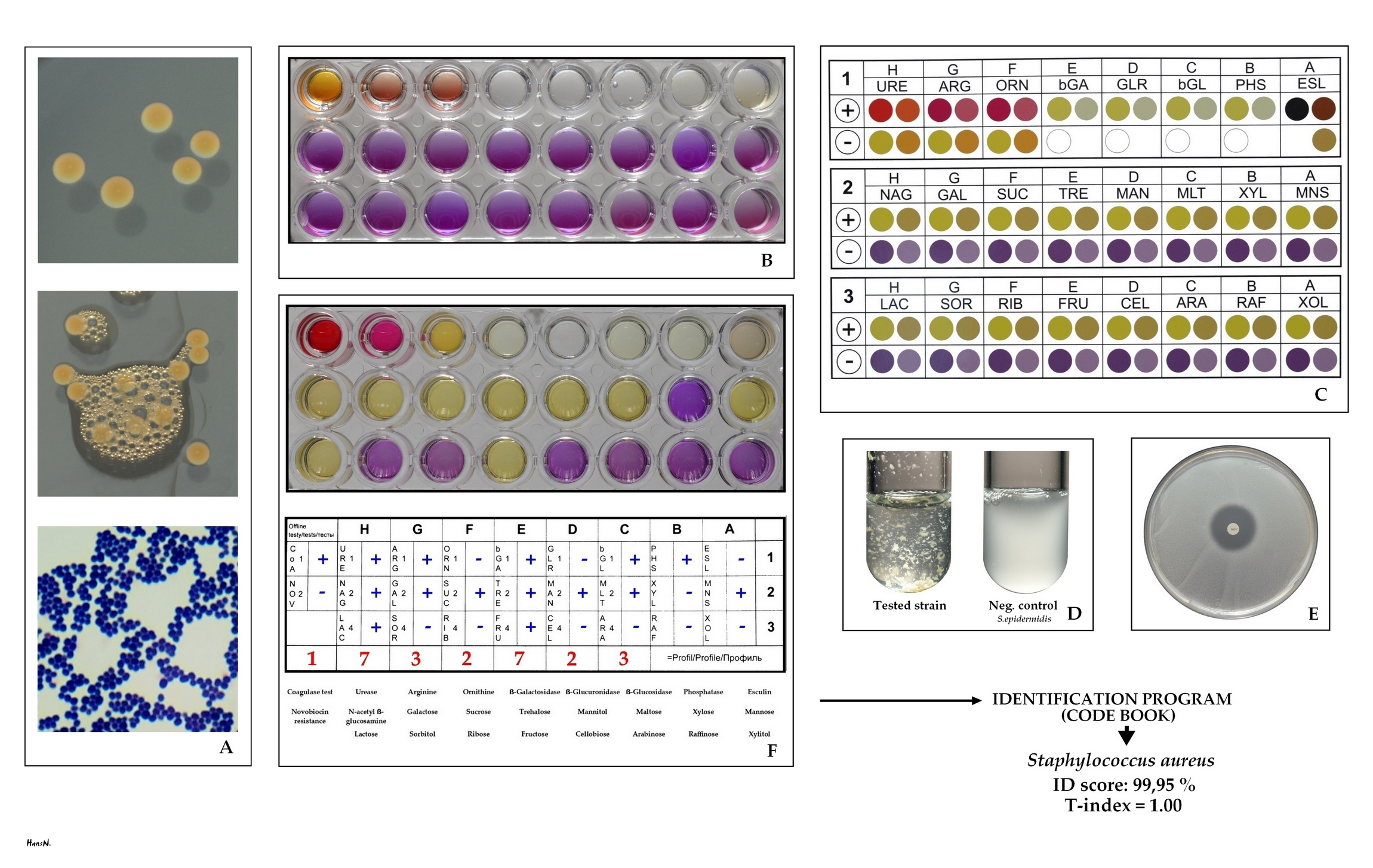
Test di agglutinazione per lo S. aureus

Tra i vari test per confermare la presenza di batteri troviamo:
- il test di agglutinazione per lo S. aureus, probabilmente uno degli organismi di origine alimentare più comuni identificati dai test di agglutinazione commerciali
- il test di agglutinazione per l'Escherichia coli O157
- il test di agglutinazione per la Salmonella

Esempi di test dell'agglutinazione utilizzati per diagnosticare malattie infettive nei cani e nei gatti includono:
- il test di agglutinazione microscopica (MAT) per la diagnosi sierologica della leptospirosi
- il test di agglutinazione su lattice per l'antigene criptococcico
- il test di inibizione dell'emoagglutinazione (HI) viene utilizzato per determinare i titoli anticorpali al parvovirus canino e al virus dell'influenza canina

## Campi di applicazione
Oltre che nella diagnosi clinica questi test vengono utilizzati anche in campo alimentare.